# حمله ایسکمی گذرا
حملهٔ ایسکمی گذرا (transient ischemic attack) یا در اصطلاح پزشکی TIA به حالتی کوتاه و گذرا از عملکرد ناقص مغز یا بخشی از آن گفته می‌شود که دلیل آن اختلال در خونرسانی (ایسکمی) مغز باشد. به بیان ساده‌تر وقتی خونرسانی به مغز مختل شود٬ ولی زمان و شدت این اختلال در حدی نباشد که منجر به سکته (مرگ بافتی) شود٬ حمله ایسکمیک گذرا نام دارد.

## علت‌ها
اصلی‌ترین عامل در حمله ایسکمی وجود یک آمبولی و انسداد یکی از رگ‌های مغزی توسط آن است. خاستگاه این آمبولی می‌تواند پلاک درون‌رگی حاصل از یک اترواسکلروز و یا ترومبوز ناشی از فیبریلاسیون قلبی باشد. این گرفتگی در یک دوره‌زمانی بسیار کوتاه رخ می‌دهد و بنابراین آسیب‌های دائمی ایجاد نمی‌کنند.
حمله ایسکمی گذرا یا تی‌آی‌اِی با گروهی از بیماریهای دیگر از جمله فشارخون‌بالا٬ دیابت٬ میگرن٬ استعمال سیگار و کلسترول بالا مرتبط است.

## نشانه‌ها و سمپتوم‌ها
حمله ایسکمی گذرا TIA دارای نشانه‌هایی تقریباً شبیه به سکته مغزی است و همچنین در افراد مختلف بسیار متفاوت است و البته به محل وقوع بندایش(انسداد) در مغز بستگی دارد و بیشتر شامل تاری دید یا دوبینی در چشم٬ آفازی و مشکل در سخن‌گفتن٬ همی‌پارزی یا ضعف و کرختی در یک طرف بدن و سرگیجه شده که تمامی این نشانه‌ها پس از ظاهر شدن ظرف یک‌ساعت از بین می‌روند.

## تشخیص
تشخیص حمله ایسکمی گذرا پس از اینکه پزشک از بیمار شرح حال و آزمون بدنی گرفت٬ موکول به انجام یک سری آزمایش‌ها از جمله سی‌تی‌اسکن از مغز٬ سونوگرافی از شریان کاروتید در گردن و اکوکاردیوگرافی و نوار قلب می‌گردد و در بیشتر پرونده‌ها علت بروز یک اترواسکلروز است که در اکوگرافی مشخص می‌شود.

## پیش‌گیری
حمله‌ایسکمی گذرا اغلب اخطاری اولیه برای سکته مغزی است. در این میان برای کاستن از خطر بروز حمله راهکارهای ارائه شده شامل موارد زیر است:
- عدم استعمال دخانیات
- تلاش برای کاهش چربی‌های بدن به‌ویژه کلسترول
- رژیم غذایی میوه و سبزی و کاهش وزن
- کاستن از سدیم مصرفی(مانند سدیم موجود در نمک)
- تعادل در مصرف الکل(یا عدم استفاده)
- کنترل و تثبیت سطح قند خون و فشار خون